# 양막초등학교
양막초등학교는 충청남도 예산군 오가면 내양막길 233-8 (양막리)에 있었던 초등학교이다.

## 연혁
- 1970.12.04 양신국민학교 양막분실 인가
- 1972.03.01 양신국민학교 양막분교장 인가
- 1973.03.05 양막국민학교로 승격
- 1996.03.01 양막초등학교로 개칭
- 1999.03.01 양신초등학교로 통폐합